# Boson I. de Talleyrand-Périgord

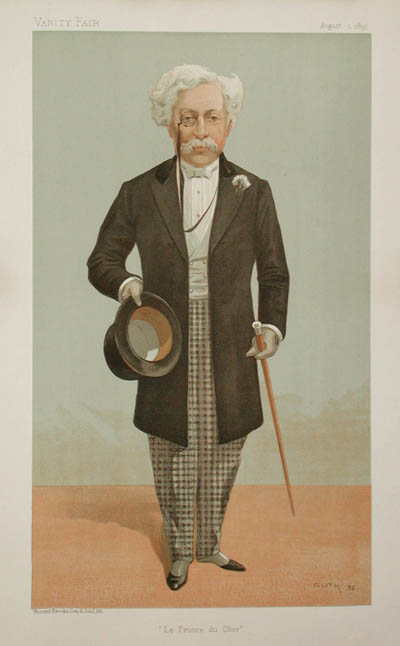
Boson de Talleyrand-Périgord, 1895

Charles Guillaume Frédéric Boson de Talleyrand-Périgord (* 16. Mai 1832 in Auteuil; † 21. Februar 1910 in Paris) – Herzog von Sagan (1898–1910), Herzog von Talleyrand-Périgord (1898–1910) war ein französischer Dandy.

## Leben
Er war der Sohn von Louis Napoleon de Talleyrand-Périgord (1811–1898), dem Herzog von Sagan, und de Valençay und Anna Luisa Charlotte Alix de Montmorency (1810–1858). Seine Großeltern väterlicherseits waren Edmond de Talleyrand-Périgord, Prinz Dino (1787–1872) und später Duke de Talleyrand-Périgord und Dorothea von Sagan, Herzogin von Sagan (1793–1862). Sein Großvater mütterlicherseits war der Herzog von Montmorency.
Boson war Kavallerieoffizier und eine der Hauptfiguren der französischen Gesellschaft in der zweiten Hälfte des 19. Jahrhunderts. Boni de Castellane, ein entfernter Verwandter, schrieb über ihn:
„Affektierter Schmierenkomödiant, mutig, freundlich, groß, aber ohne Anmut, zeichnete sich durch außergewöhnliche Eleganz aus, das Auftreten eines großen Seigneurs, aber in gewissem Sinne eines Schauspielers Gil-Pérès. Ziemlich diplomatisch, sehr ignorant, ohne Liebe zu wertvollen Dingen, war er voller ‚Stil‘"l, der sich in all seinen Klängen, Gesten, Posen und sogar dem schwarzen Streifen seiner Brille manifestierte. Er zeichnete sich durch die Kunst aus, den Frauen Tribut zu zollen. In Paris herrschte er über eine Menge von Persönlichkeiten der ‚großen Welt‘ sowie über zweifelhaftere Menschen. Herzog nach Titel und Herzog der Mode, er hatte die Titel Kammer- und Revuesprecher.“

### Herzog
Im Jahr 1898, nach dem Tod seines Vaters Louis Napoleon, erbte er seine herzoglichen Titel und wurde Seine Durchlaucht, der 4. Herzog von Talleyrand-Périgord und Herzog von Sagan. Am 10. Juli 1912 wurde er von König Humbert II. von Italien posthum als 5. Herzog von Dino bestätigt.
Der Herzog von Sagan inspirierte Marcel Proust in seinem Hauptwerk Auf der Suche nach der verlorenen Zeit zur Darstellung des alten Herzogs von Guermantes und verlieh auch dem Baron de Charlus (dessen reales Vorbild Robert de Montesquiou war) einige Züge. Der alte Herzog war sehr elegant, aber ohne Intelligenz. Die Figur inspirierte wiederum Françoise Sagan zur Wahl ihres Künstlernamens.

## Privatleben
1858 heiratete er Jeanne Seillière (1839–1905), Erbin des Baron de Seilliere, einem Lieferanten von Militärgütern, der während des Deutsch-Französischen Krieges reich geworden war. Zusammen hatten sie zwei Kinder:
- Hélie de Talleyrand-Périgord, später Herzog von Sagan und Herzog de Talleyrand-Périgord (1859–1937), der Anna Gould heiratete, die Tochter des amerikanischen Eisenbahnmagnaten Jay Gould. Zuvor war sie mit Talleyrands Vetter, dem französischen Dandy und Grafen (späteren Marquis) Boni de Castellane (von 1895 bis 1906) verheiratet, einem der Vorbilder für die Figur des Marquis de Saint-Loup in Marcel Prousts Romanfolge Auf der Suche nach der verlorenen Zeit.

- Boson II. de Talleyrand-Périgord, später Duke de Valençay und Duke de Talleyrand-Périgord (1867–1952), der Helen Stuyvesant Morton (1876–1952), Tochter des ehemaligen US-Vizepräsidenten Levi Morton, heiratete.[9][10] Sie ließen sich 1904 scheiden.[11][12]

Boson I Talleyrand starb am 21. Februar 1910 in Paris.